# Mirko Alilović
Mirko Alilović (Ljubuški, 15 settembre 1985) è un pallamanista croato con cittadinanza bosniaca, portiere del Pick Szeged.

## Palmarès

### Club

#### Competizioni nazionali
- Campionato bosniaco di pallamano maschile: 3

Izviđač: 2001-02, 2003-04, 2004-05
- Coppa ASOBAL: 1

Ademar León: 2008-09
- Supercoppa di Slovenia di pallamano maschile: 1

Celje: 2010
- Campionato ungherese di pallamano maschile: 8

Veszprém: 2011-12, 2012-13, 2013-14, 2014-15, 2015-16, 2016-17
Pick Szeged: 2020-21, 2021-22
- Coppa d'Ungheria: 8

Veszprém: 2011-12, 2012-13, 2013-14, 2014-15, 2015-16, 2016-17, 2017-18
Pick Szeged: 2018-19
- Campionato polacco di pallamano maschile: 2

Wisła Płock: 2023-24, 2024-25
- Coppa di Polonia: 1

Wisła Płock: 2023-24

#### Competizioni internazionali
- SEHA League: 2

Veszprém: 2014-15, 2015-16

### Nazionale
- Giochi olimpici

 Londra 2012
- Mondiali

 Croazia 2009
 Spagna 2013
- Europei

 Norvegia 2008, Austria 2010
 Serbia 2012, Polonia 2016